# Condado de Craig (Oklahoma)
El condado de Craig (en inglés: Craig County), fundado en 1907, es un condado del estado estadounidense de Oklahoma. En el año 2000 tenía una población de 14.950 habitantes con una densidad de población de 8 personas por km². La sede del condado es Vinita.

## Geografía
Según la oficina del censo el condado tiene una superficie total de 1975 km² (762,5 mi²), de los que 1971 km² (761 mi²) son tierra y 4 km² (1,5 mi²) (0,22%) son agua.

### Condados adyacentes
- Condado de Labette - norte
- Condado de Cherokee - noreste
- Condado de Ottawa - este
- Condado de Delaware - sureste
- Condado de Mayes - sur
- Condado de Rogers - suroeste
- Condado de Nowata - oeste

### Principales carreteras y autopistas
| - Interestatal 44 - U.S. Autopista 59 - U.S. Autopista 60 - U.S. Autopista 69 | - Autopista estatal 2 - Autopista estatal 10 - Autopista estatal 25 - Autopista estatal 66 - Autopista estatal 82 |

## Demografía
Según el censo del 2000 la renta per cápita media de los habitantes del condado era de 30.997 dólares y el ingreso medio de una familia era de 36.499 dólares. En el año 2000 los hombres tenían unos ingresos anuales 26.704 dólares frente a los 20.082 dólares que percibían las mujeres. El ingreso por habitante era de 16.539 dólares y alrededor de un 13,70% de la población estaba bajo el umbral de pobreza nacional.

## Ciudades y pueblos
- Big Cabin
- Bluejacket
- Ketchum
- Vinita
- Welch